# Gustav Lange (Politiker)
Bernhard Gustav Max Lange (* 2. März 1846 in Neiße, Schlesien; † 15. Dezember 1892 in Liegnitz, Schlesien) war Kaufmann und Mitglied des Deutschen Reichstags.

## Leben
Lange besuchte die Realschule in Neiße und wurde Kaufmann. Ab 1881 war er Mitglied des Magistrats als unbesoldeter Stadtrat in Liegnitz, Mitglied der Handelskammer und der Kreis-Synode. Ab 1889 war er Mitglied des Preußischen Abgeordnetenhauses für den Wahlkreis Regierungsbezirk Liegnitz 5 (Stadt- und Landkreis Liegnitz. In einer Nachwahl am 25. März 1890 wurde er Mitglied des Deutschen Reichstags für den Wahlkreis Regierungsbezirk Liegnitz 6 Goldberg-Haynau und die Deutsche Freisinnige Partei. Beide Mandate endeten mit seinem Tod.